# Christina Berger
Christina Berger (* 31. Oktober 1946 in Calbe (Saale), geborene Christina Hentze) ist eine deutsche Professorin für Werkstoffkunde.

## Leben
Christina Berger absolvierte das Gymnasium und legte 1965 das Abitur ab. Danach studierte sie an der Technischen Hochschule Magdeburg Werkstoffkunde und Werkstoffprüfung und schloss diesen Teil ihrer Ausbildung 1970 als Diplomingenieurin ab. Bis 1973 blieb sie mit einem Forschungsstipendium an dieser Hochschule, um zu promovieren, danach arbeitete sie ein Jahr als wissenschaftliche Mitarbeiterin im Wissenschaftlich Technischen Zentrum für Getriebe und Kupplungen in Magdeburg. Ihre Promotion schloss sie 1975 an der RWTH Aachen ab. Ab 1975 arbeitete sie für die Siemens AG.
1995 wurde sie ordentliche Professorin für das Fachgebiet Werkstoffkunde an der TU Darmstadt und zugleich Leiterin des Instituts für Werkstoffkunde und der Staatlichen Materialprüfungsanstalt Darmstadt. Sie ist Mitglied in zahlreichen Arbeitsgemeinschaften, Kuratorien und Verbänden und gehört unter anderem auch dem Vorstand des Wissenschaftlichen Rats der Arbeitsgemeinschaft industrieller Forschungsvereinigungen "Otto von Guericke" (Aif), der Deutschen Gesellschaft für Materialkunde und des Deutschen Verbandes für Materialforschung und -prüfung an. 
Christina Berger ist Mitglied der Deutschen Akademie der Technikwissenschaften (acatech).